# Idris pulcher
Idris pulcher är en stekelart som först beskrevs av Alan Parkhurst Dodd 1914.  Idris pulcher ingår i släktet Idris och familjen Scelionidae. Inga underarter finns listade i Catalogue of Life.